# 帕兰加机场
帕蘭加機場，或称帕兰加国际机场（Tarptautinis Palangos oro uostas），是位于立陶宛西部波罗的海沿岸旅游城市帕兰加的一座机场，距市区7公里。该机场为立陶宛旅客吞吐量第三的机场，排在维尔纽斯国际机场和考纳斯机场之后。

## 历史
帕兰加机场1937年在现址以东7公里处竣工，临近帕兰加-达尔贝奈公路。机场建成初期为立陶宛空军的飞行员训练基地。1939年，立陶宛首条定期民航航线开通，来往于帕兰加与考纳斯之间。
1940至1941年间和1945至1963年间，帕兰加机场被苏联空军征用。1963年起，帕兰加机场转为苏联的国内民用机场。
1991年立陶宛从苏联独立后，帕兰加机场由立陶宛政府接管。1997年，加入国际机场协会（Airports Council International，简称ACI）。
1994至1997年间，机场对航站楼进行修缮，使旅客服务和货物处理达到国际民航组织的要求。同期，还先后改造了飞行控制中心和跑道。1998年，又重修了停机坪和滑行道。2007年6至10月，01/19跑道被扩建为2280米×45米，并升级了跑道灯光系统。航站楼也被扩建，以满足立陶宛实施申根协定后的要求。

## 现状

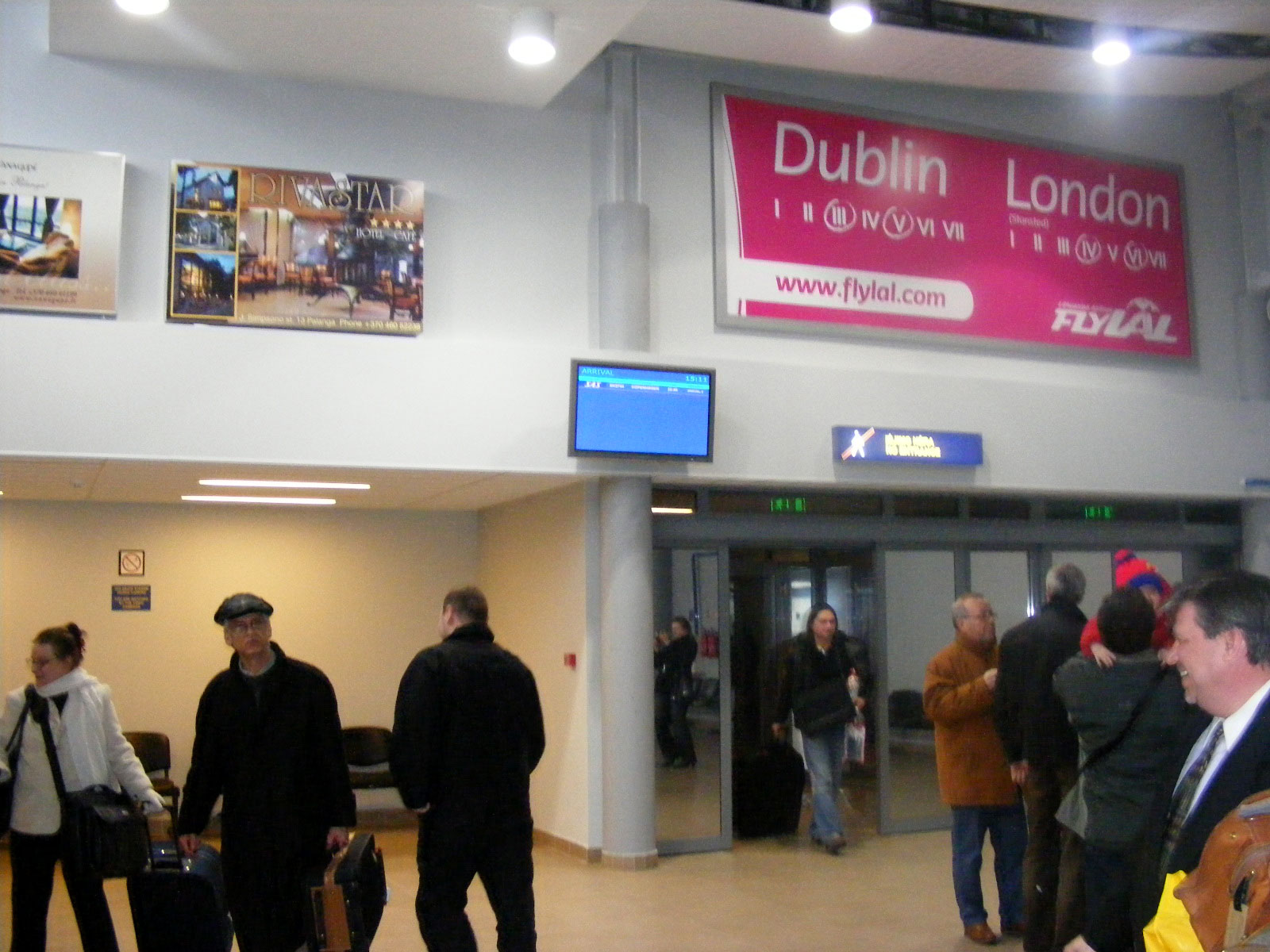
帕兰加国际机场北航站楼到达厅

帕兰加机场目前主要为中短途航线服务，可起降中小型飞机，如波音737、萨博2000、萨博340、CRJ-200、雅克-42等。机场现有两座航站楼，之间有走廊连接。南楼建于1970年代，并在1990年代重新修缮，仅为申根区内的航班服务。北楼于2007年10月26日落成，增大了机场的处理能力，并且可为飞往或来自非申根区的航班服务。近年来，旅客吞吐量逐年增长，特别是立陶宛加入欧盟后，2004年旅客量比2003年增长了60%。

## 通航航空公司及航点
目前，在帕兰加机场设立定期航班的航空公司有两家。北欧航空经营哥本哈根航线，还可通过北欧航空密集的飞行网络，中转到几十个目的地。挪威的廉价航空公司——挪威航空则来往于帕兰加与奥斯陆Rygge机场之间。每年夏季，立陶宛航空、DOT、UTair等公司还会开通季节性的定期或包机航班，通达丹麦、德国、爱尔兰、俄罗斯等国的多个城市。

## 事故及意外
2007年9月12日，北欧航空2748次航班由一架庞巴迪Q400客机（注册号LN-RDS）执行，从哥本哈根起飞，原定飞往帕兰加机场。飞机在准备降落前发现起落架失灵，改飞往维尔纽斯国际机场迫降。当时机上载有48名乘客和4名机组人员。所幸飞机迫降成功，未造成人员伤亡。这次事故以及同期另两起类似事故，促使北欧航空决定永久停飞庞巴迪Q400客机。

## 地面交通
帕兰加机场通过A13高速公路与帕兰加、克莱佩达连接，通往两城市的距离分别为7公里和32公里。机场与帕兰加市区之间有公共汽车连接，夏季每半小时一班，冬季每小时一班。北欧航空另有汽车连接帕兰加机场与克莱佩达。